# بيلي واتسون (لاعب كرة قدم)
بيلي واتسون (بالإنجليزية: Billy Watson)‏ (11 سبتمبر 1890 في المملكة المتحدة - 1 سبتمبر 1955) هو لاعب كرة قدم بريطاني (وحمل سابقاً جنسية المملكة المتحدة لبريطانيا العظمى وأيرلندا) في مركز نصف الجناح. شارك مع منتخب إنجلترا لكرة القدم. أما مع النوادي، فقد لعب مع بلاكبيرن روفرز ونادي بيرنلي وأكرينجتون ستانلي ‏.

## وصلات خارجية
- بيلي واتسون (لاعب كرة قدم) على موقع قاعدة بيانات كرة القدم.إي يو (الإنجليزية)
- بيلي واتسون (لاعب كرة قدم) على موقع ناشيونال فوتبول تيمز (الإنجليزية)